# Giacomo Cirulli
Giacomo Cirulli (ur. 25 września 1952 w Cerignoli) – włoski duchowny katolicki, biskup Teano-Calvi od 2017 i biskup Alife-Caiazzo od 2021, biskup Sessa Aurunca od 2023.

## Życiorys
Święcenia kapłańskie otrzymał 7 grudnia 1982 i został inkardynowany do diecezji Ascoli Satriano i Cerignola. Pracował jako rektor seminarium (996–2001) oraz jako proboszcz w Cerignoli (parafia św. Antoniego, 1984–1996) oraz w Orta Nova (2001–2017), jednocześnie pełniąc funkcje m.in. wikariusza biskupiego ds. posług i funkcji kościelnych, diecezjalnego duszpasterza powołań oraz wikariusza biskupiego ds. kultury.
14 września 2017 papież Franciszek mianował go ordynariuszem diecezji Teano-Calvi. Sakry udzielił mu 7 grudnia 2017 biskup Luigi Renna.
26 lutego 2021 papież Franciszek mianował go również ordynariuszem diecezji Alife-Caiazzo, łącząc ją unią in persona episcopi z diecezją Teano-Calvi. 23 lutego 2023 w taki sam sposób został biskupem diecezji Sessa Aurunca.